# Ню-Дейк
Ню-Дейк (нід. Nieuw-Dijk) — село в нідерландській провінції Гелдерланд. Входить до муніципалітету Монтферланд. Фактично є східним передмістям Дідама.
Його площа становить 8,93км², а населення станом на 2021 рік складало 1 630 осіб.

## Галерея

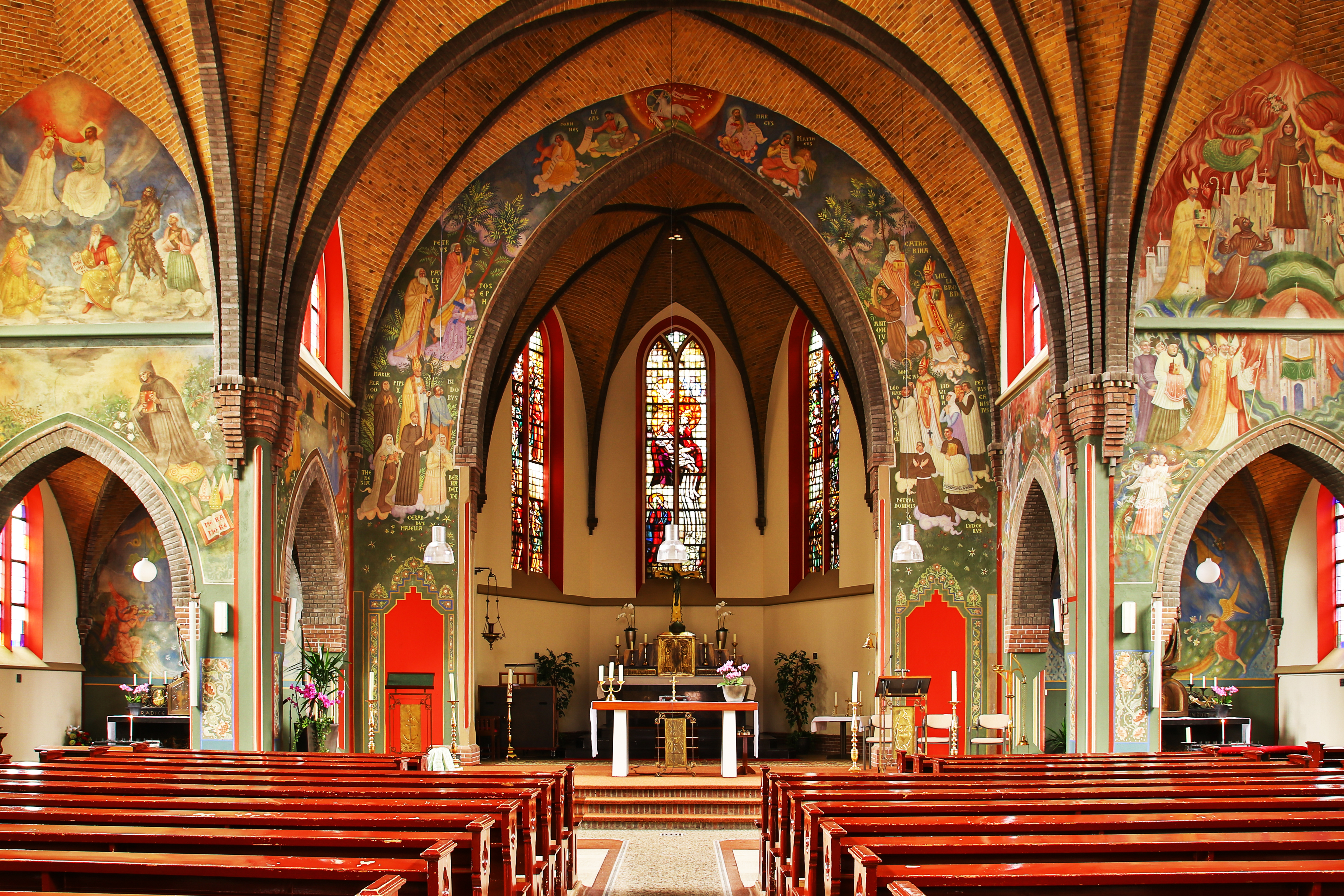
Інтер'єр церкви св. Антоніуса